# Shiva N’Zigou
Shiva Star N’Zigou (* 24. Oktober 1983 in Tchibanga) ist ein ehemaliger gabunischer Fußballspieler.

## Karriere

### Verein
N’Zigou spielte zunächst für verschiedene Vereine in Gabun. 1992 fing er bei USM Libreville an und wechselte 1994 zu Orambaka Nom Bakélé. 1997 ging es dann nach Frankreich in den Nachwuchs von Angers SCO, ehe er im Dezember 1998 ins Jugendinternat des FC Nantes aufgenommen wurde.
N’Zigou hatte seinen ersten Auftritt im Trikot der Profimannschaft am 4. Mai 2002, als er gegen Girondins de Bordeaux zum Einsatz kam. Es dauerte allerdings bis zum 23. August 2003, ehe er sein erstes Tor erzielte: Im Spiel gegen UC Le Mans gelang ihm in der 79. Minute der 1:0-Siegtreffer.
Im Januar 2005 wurde N’Zigou zunächst an den Zweitligisten FC Gueugnon ausgeliehen, im Sommer wechselte er zu Stade de Reims. Er kam in 5 Jahren bei Stade de Reims zu 64 Einsätzen und erzielte dabei 9 Tore. Am 28. Januar 2011 unterschrieb er einen Vertrag bei Royal Excelsior Virton und kam bis zum Ende der Saison 2010/2011 zu 5 Spielen und erzielte dabei 1 Tor. Im Sommer 2011 kehrte er nach Gabun zurück und unterschrieb bei Missile FC.
Ab dem Sommer 2013 spielte er noch für diverse französische Amateurvereinen und beendete 2018 bei CO Cerizay seine aktive Karriere.

### Nationalmannschaft
N’Zigou vertrat sein Land bei insgesamt 24 Länderspielen, in denen er fünf Tore erzielte. Sein Debüt in der gabunischen A-Nationalmannschaft absolvierte er 1999 und er nahm mit ihr an der Afrikameisterschaft 2000 teil.